# Основна заробітна плата
Основна́ заробі́тна пла́та — винагорода за виконану роботу відповідно до встановлених норм праці (норми часу, виробітку, обслуговування, посадові обов'язки). Вона встановлюється у вигляді тарифних ставок (окладів) і відрядних розцінок для робітників та посадових окладів для службовців.